# Apomecyna grandis
Apomecyna grandis là một loài bọ cánh cứng trong họ Cerambycidae.